# Kontrollaufforderung
Eine Kontrollaufforderung (KA) ist eine schriftliche Aufforderung an einen Verkehrsteilnehmer, die von der deutschen Polizei ausgestellt wird und mit der ein Nachweis für bestimmte Dokumente eingefordert wird. 
Diese Dokumente müssen innerhalb einer bestimmten Frist bei einer Polizeidienststelle vorgelegt werden, falls nicht, sind Folgemaßnahmen vorgesehen. Der häufigste Grund für die Ausstellung ist das Nichtmitführen des Führerscheins bei entsprechenden Kraftfahrzeugen bei einer Verkehrskontrolle. In der Regel wird ein Ermittlungsverfahren wegen Fahrens ohne Fahrerlaubnis eingeleitet, wenn der Nachweis nicht fristgerecht erbracht wird.
Eine Kontrollaufforderung wird auch ausgestellt, wenn der in der Plakette angegebene Monat für die Hauptuntersuchung (TÜV) überschritten ist oder möglicherweise unzulässige Fahrzeugteile verbaut wurden. Die Kontrollaufforderung ist meistens auf demselben Formular wie die Mitteilung über Fahrzeugmängel (ehemals Mängelanzeige).
Sie besteht aus einem Original sowie aus einem Kontrollbeleg (Durchschlag). In den meisten Fällen wird die KA vor Ort ausgestellt und dem Fahrer ausgehändigt. Bei geparkten Autos kann die KA auch unter den Scheibenwischer gesteckt werden. 